# برايان شوايتزر
ولد برايان شوايتزر (بالإنجليزية: Brian Schweitzer)‏ في 4 أيلول - سبتمبر من سنة 1955 في مدينة هافري في ولاية مونتانا، وقد أصبح برايان شوايتزر حاكما على ولاية مونتانا في 3 كانون الثاني - يناير من سنة 2005 والجدير بالذكر أن برايان شوايتزر هو عضو في الحزب الديمقراطي الأمريكي.